# Walt Disney Records
Walt Disney Records je americké hudební vydavatelství, které je součástí Disney Music Group. Vydavatelství zveřejňuje soundtracková alba filmů z produkce  The Walt Disney, televizních seriálů, zábavních parků a tradičních studiových alb.
Vydavatelství bylo založeno v roce 1956 jako Disneyland Records. Nynější název byl přijat v roce 1988.

## Umělci

### Současní
- Dove Cameron
- Sabrina Carpenter
- Karol Sevilla
- Sofia Carson
- Zendaya

### Bývalý umělci
- Adam Hicks
- Anna Margaret
- Ashley Tisdale
- Billy Ray Cyrus
- Brian Willson
- Bridgit Mendler
- Caleigh Peters
- China Anne McClain
- Christa Collins
- Christina Aguilera
- Coco Jones
- Colbie Caillat
- Debby Ryan
- Demi Lovato
- Don Costa
- Drew Seeley
- Emily Osment
- Hilary Duff
- Johnny and the Sprites
- Jonas Brothers
- Jorge Blanco
- KSM
- Lana Del Rey
- Laura Marano
- LMNT
- Martina Stoessel
- Miley Cyrus as Hannah Montana
- Mitchel Musso
- Nikka Costa
- Olivia Holt
- Orlando Brown
- Phil Collins
- Raven-Symoné
- Ross Lynch
- Selena Gomez
- T-Squad
- The Cheetah Girls
- The Doodlebops
- Vanessa Hudgens
- Zac Efron
- ZZ Ward

## Alba
Významné soundtracky
- The Little Mermaid (1989)
- Beauty and the Beast (1991)
- Aladdin (1992)
- The Lion King (1994)
- Frozen (2013)
- Moana (2016)
- Beauty and the Beast (2017)